# بوغوتشار
بوغوتشار (بالروسية: Богучар) هي إحدى مدن روسيا في الكيان الفدرالي الروسي فورونيج أوبلاست.

## أعلام
- ألكسندر أفاناسيف